# Max Appel

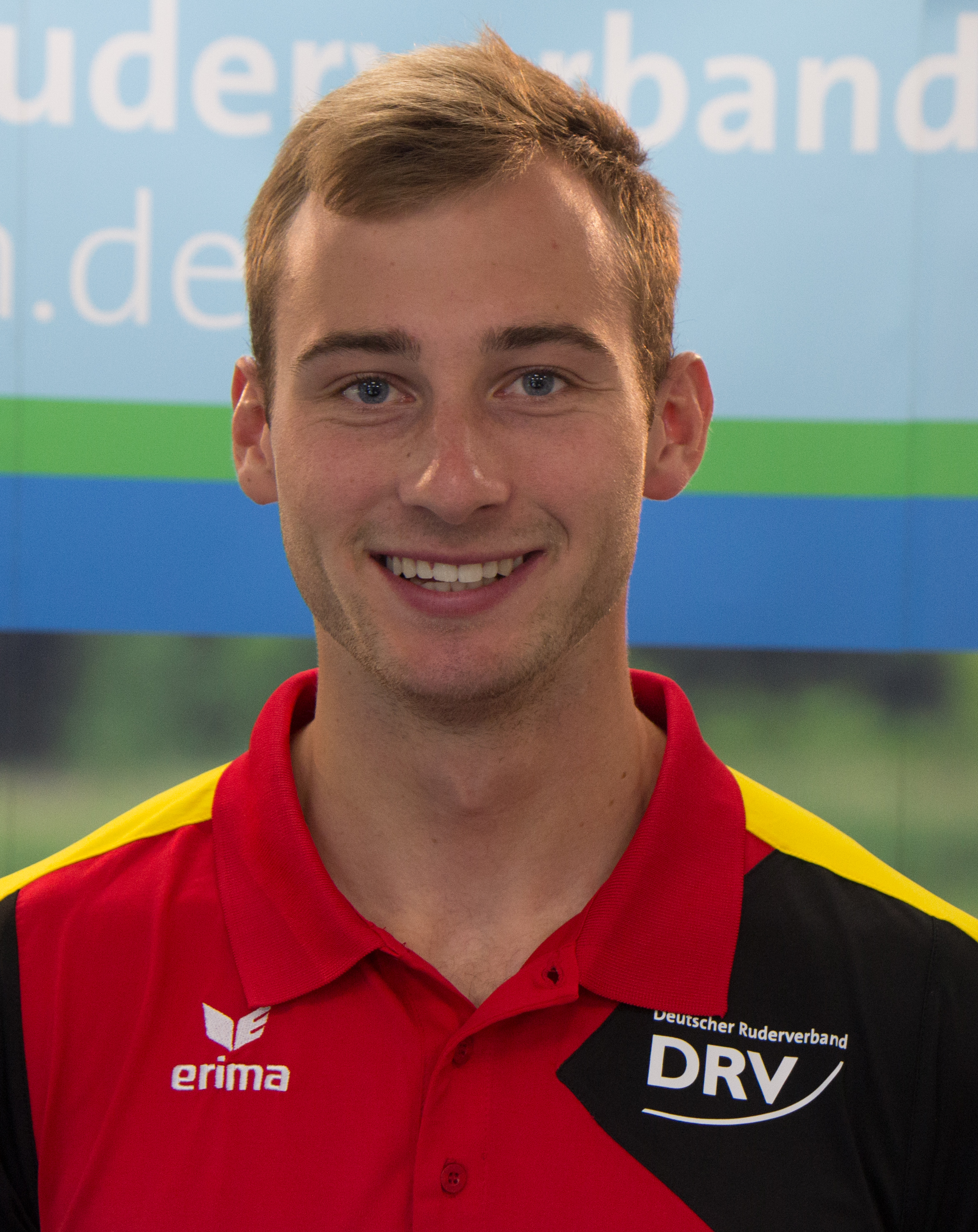
Max Appel, 2017

Max Appel (* 19. März 1996 in Ratzeburg) ist ein deutscher Ruderer. Appel ist 1,94 Meter groß und etwa 85 Kilogramm schwer.

## Leben
Er wurde als Sohn des Ruderers Sven Appel geboren. Mit zwölf Jahren trat er einem Ruderverein bei. 2013 wechselte er zum SC Magdeburg um Rudern besser als Leistungssport betreiben zu können. Max Appel lernte bei der Getec-Gruppe Mechatroniker und ist als Sportsoldat tätig. 2019 verzog er als Mitglied der Nationalmannschaft nach Hamburg, startet jedoch weiterhin für den SC Magdeburg.
Einen ersten internationalen Erfolg erreichte er mit dem Gewinn der Goldmedaille im Doppelvierer für Deutschland bei den Junioren-Weltmeisterschaften 2013 in Traken (Litauen). 2014 gewann er Gold mit dem Doppelzweier bei den Junioren-Europameisterschaften und den Junioren-Weltmeisterschaften. Bei den U23-Weltmeisterschaften wurde er 2015 im Doppelvierer siebenter, gewann 2016 im Doppelzweier Gold.
Bei den Ruder-Weltmeisterschaften 2017 erreichte er im Doppelvierer einen zweiten Platz im B-Finale und bei den Ruder-Europameisterschaften 2017 einen vierten Platz im A-Finale. Die Ruder-Europameisterschaften 2018 schloss er mit einem ersten Platz im B-Finale des Doppelzweiers ab. Anfang 2019 musste er aufgrund gesundheitlicher Probleme und eines Eingriffs am Herzen pausieren. 2019 folgte ein fünfter Platz bei den Ruder-Weltmeisterschaften und ein vierter Platz bei den Ruder-Europameisterschaften 2019 jeweils im Doppelvierer. Bei den Ruder-Europameisterschaften 2020 erreichte er gleichfalls im Doppelvierer einen sechsten Platz. Im Jahr darauf erreichte der deutsche Doppelvierer den achten Platz bei den Olympischen Spielen in Tokio.
Nach einem schwächeren Jahr 2022 erreichte Appel bei den Weltmeisterschaften 2023 mit dem deutschen Doppelvierer in der Besetzung Anton Finger, Max Appel, Tim Ole Naske und Moritz Wolff den sechsten Platz und damit die direkte Olympiaqualifikation. Bei den Olympischen Spielen 2024 in Paris überquerte die Crew als Fünfte die Ziellinie.
Appel ist 1,94 Meter groß und etwa 85 Kilogramm schwer. Er spricht neben Deutsch auch Englisch und Französisch.
2013 durfte sich Appel in Anerkennung seines Weltmeistertitels bei den Junioren in das Goldene Buch der Stadt Magdeburg eintragen.